# Lisa Björkvik
Lisa Björkvik, född 10 maj 1988, är en svensk före detta fotbollsspelare (yttermittfältare/forward).
Björkviks moderklubb är Älta IF. Hon spelade även för Spårvägens FF, FoC Farsta och Tyresö FF innan hon 2006 kom till Hammarby IF, där hon spelade allsvensk fotboll åren 2006–2009. Till säsongen 2010 gick hon till Rågsveds IF, där hon spelade till 2012.